# Snyderville (Utah)
Snyderville es un lugar designado por el censo situado en el condado de Summit, Utah  (Estados Unidos). Según el censo de 2020 tenía una población de 6.744 habitantes.

## Demografía
Según el censo de 2010, Snyderville tenía una población en la que el 91,4% eran blancos, 0,4% afroamericanos, 0,4% amerindios, 2,1% asiáticos, 0,1% isleños del Pacífico, el 3,3% de otras razas, y el 2,3% pertenecían a dos o más razas. Del total de la población el 7,9% eran hispanos o latinos de cualquier raza.